# 宇宙星人アンちゃん
宇宙星人アンちゃんは、関東地区の複数のテレビ局のバラエティ番組の中で放送されているミニドラマである。
放送開始は2008年11月。

## スタッフ
- 監督・脚本: 夏目大一朗
- 主演: アンジェリカ
- 制作・著作: 株式会社エンジェル

## 内容
「地球の平和を歌で守るんダァヨ」という自称：宇宙人の主人公「アンちゃん」が、仲間たちと各地でとんちんかんな行動を繰り広げるコメディ。
「アンちゃん」は日本語で話すが、すべて「そうダァヨ」「するダァヨ」など、おかしな語尾になる。

## 放送中の番組
- tvk「主役はYOU・友・遊」第1火曜日11：00～
- ちばテレビ「よかにせどん de　DON」第1・第3土曜日12：00～
- テレビ埼玉「よかにせどん de　DON」第2土曜日10：00～
- テレビ埼玉「おはようSUN3」第3土曜日10：00～